# Kazuo Katsuramoto
Kazuo Katsuramoto (jap. 桂本和夫 Katsuramoto Kazuo; ur. 5 września 1934 w Mashike) – japoński zapaśnik walczący w stylu wolnym. Olimpijczyk z Melbourne 1956, gdzie zajął piąte miejsce w kategorii 79 kg.
Brązowy medalista mistrzostw świata w 1954. Mistrz igrzysk azjatyckich w 1954 roku.